# جاجاديش تشاندرا بوس
جاجاديش تشاندرا بوس (بالبنغالية: জগদীশ চন্দ্র বসু)‏ (و. 1858 – 1937 م) هو فيزيائي، وعالم نبات، وأستاذ جامعي من الهند البريطانية . وكان عضواً في الجمعية الملكية .
توفي في منطقة جيريده ، عن عمر يناهز 79 عاماً.

## التعليم
تعلم في كلية المسيح في جامعة كامبريدج ‏، وجامعة كلكتا، وجامعة لندن، وكلية القديس كزافييه ‏

## أعمال بارزة
من أهم أعماله:
- Abyakta.

## جوائز
حصل على جوائز منها:
- زمالة الجمعية الملكية.